# Oleg Jevgeňjevič Meňšikov
Oleg Jevgeňjevič Meňšikov (rusky Олег Евгеньевич Меньшиков, * 8. listopadu 1960 v Serpuchově) je ruský divadelní a filmový herec. Hrál v mnoha filmech režírovaných Nikitou Michalkovem, přičemž nejslavnějším z nich je film Unaveni sluncem z roku 1994, který také získal Oscara za nejlepší cizojazyčný film a ve kterém hrál Meňšikov důstojníka NKVD. Hrál také v podstatně méně úspěšných pokračováních Unaveni sluncem 2: Odpor a Unaveni sluncem 3: Citadela.

## Výběr z filmografie
- Příbuzenstvo (1981)
- Bitva na Baltu (1988)
- Unaveni sluncem (1994)
- Lazebník sibiřský (1998)
- Unaveni sluncem 2: Odpor (2010)
- Unaveni sluncem 3: Citadela (2011)